# DJ Clazzi
DJ Clazzi (născut Kim Sung-hoon; n. 15 noiembrie 1974), de asemenea, cunoscut sub numele de Clazzi, este un muzician electronica din Coreea de Sud. Este liderul lui Clazziquai, o formație din Coreea de Sud care a fost creată în anul 2001 și a debutat în 2004 cu albumul de studio Instant Pig. În ianuarie 2012, DJ Clazzi a făcut debutul solo cu Infant, un album care include colaborări cu mulți artisti, inclusiv Seulong din 2AM și membri ai Sunny Hill.

## Biografie

### Tinerețea
Kim Sung-hoon s-a nascut în Coreea de Sud la 15 noiembrie 1974. S-a mutat în Canada pentru a studia la Universitatea Capilano din Columbia Britanică, unde s-a specializat în tehnologia de muzică.

## Discografie

### Albume de studio
- Infant (2012)